# Troides
Troides is een geslacht van vlinders in de familie pages (Papilionidae). De verspreiding van het geslacht is beperkt tot Zuidoost-Azië.

## Soorten
- Troides aeacus (Felder, 1860)
- Troides amphrysus (Cramer, 1782)
- Troides andromache (Staudinger, 1892)
- Troides criton (Felder, 1860)
- Troides cuneifera (Oberthür, 1879)
- Troides darsius (Gray, 1852)
- Troides haliphron (Boisduval, 1836)
- Troides helena (Linnaeus, 1758)
- Troides hypolitus (Cramer, 1775)
- Troides magellanus C. & R. Felder, 1862
- Troides minos (Cramer, 1779)
- Troides miranda (Butler, 1869)
- Troides oblongomaculatus (Goeze, 1779)
- Troides plateni (Staudinger, 1888)
- Troides plato Wallace, 1865
- Troides prattorum (Joicey & Talbot, 1922)
- Troides rhadamantus (Lucas, 1835)
- Troides riedeli (Kirsch, 1885)
- Troides staudingeri (Röber, 1888)
- Troides vandepolli (Snellen, 1890)
- Troides × celebensis selayarensis Kobayashi & Koiwaya, 1981
  - = Troides haliphron pisto × Troides oblongomaculatus thestius